# نینا رین
نینا رین (انگلیسی: Nina Raine؛ زادهٔ تاریخ ورودی نامعتبر است) کارگردان نمایش اهل بریتانیا است.